# Werner von Blomberg
Werner Eduard Fritz von Blomberg (2. september 1878 – 14. marts 1946) var en tysk officer. 
Von Blomberg var generalstabsofficer under 1. Verdenskrig. I Weimarrepublikken havde han høje poster i ministeriet for rigsværnet og blev i 1929 dets øverstkommanderende i Østpreussen. I 1933 blev han minister for rigsværnet, fra 1935 rigskrigsminister og øverstkommanderende for værnemagten, i 1936 tillige generalfeltmarskal. Von Blomberg var en nøgleperson i den tyske oprustning og bidrog til at binde hæren til Hitler og befæste nazisternes magt. I 1934 støttede han Hitler under opgøret med SA-lederen Ernst Röhm og indførte, at hæren skulle aflægge troskabsed til Hitler personligt. Von Blomberg deltog i planlægningen af Rhinlandets besættelse 1936, men året efter gjorde han vage indsigelser mod Hitlers krigskurs. Under påskud af Blombergs ægteskab med en tidligere prostitueret blev han efter pres fra Göring og Himmler fyret i februar 1938 sammen med hærchefen, Werner von Fritsch, hvorefter Hitler selv påtog sig overkommandoen. Efter krigen blev von Blomberg interneret og stillet for krigsforbryderdomstolen i Nürnberg; han døde under processen i amerikansk varetægt.